# Dmytro Zajciw
Dmytro Zajciw (em ucraniano: Дмитро Зайців; (17 de fevereiro de 1897 – ? de dezembro de 1976) foi um entomologista ucraniano e brasileiro, notável pela sua colecção e pelas suas muitas descobertas de besouros. Ele nasceu em Velyka Mykhailivka, na Ucrânia, e faleceu em Rio de Janeiro, no Brasil. Ele foi o autor de Dois novos géneros e espécies de besouros Longhorn neotropicais (Coleoptera Cerambycidae), 1957, Contribuição para o estudo de besouros Longhorn do Rio de Janeiro (Coleoptera Cerambycidae), 1958, e foi o primeiro a descrever os géneros Adesmoides e Pseudogrammopsis, bem como as espécies Beraba angusticollis e Mionochroma subaurosum.